# Ritton Colt Park

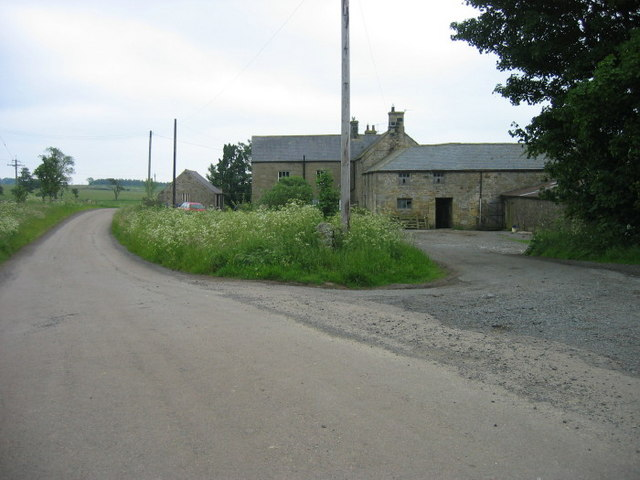
Coltpark

Ritton Colt Park var en civil parish 1866–1955 när det uppgick i Nunnykirk, i grevskapet Northumberland i England. Civil parish var belägen 15 km från Morpeth och hade 29 invånare år 1951.